# Europa de les Nacions Sobiranes
L'Europa de les Nacions Sobiranes (ESN; de l'anglès Europe of Sovereign Nations), també conegut com Els Sobiranistes, és un nou grup d'extrema dreta del Parlament Europeu creat el 10 de juliol de 2024 en la seva desena legislatura.

## Fundació
Els eurodiputats d'Alternativa per Alemanya (AfD) van ser expulsats del grup Identitat i Democràcia poc abans de la celebració de les eleccions europees de 2024 fruit d'unes polèmiques declaracions del seu cap de llista Maximilian Krah, el qual va acabar sent apartat. Després d'aquestes, diversos mitjans van apuntar la possibilitat que l'AfD formés el seu propi grup, situant el partit d'Alvise Pérez en el mateix.
Finalment, el 10 de juliol es va confirmar la seva creació, en una inèdita situació amb tres grups d'extrema dreta al Parlament Europeu juntament amb els Conservadors i Reformistes Europeus (ECR), liderats per Meloni, i el nou grup Patriotes per Europa, que acull a Le Pen i Orbán. Així, els Sobiranistes es presentaven amb prop d'una trentena d'eurodiputats, entre els quals les delegacions de Nova Esperança, Renaixement, Moviment La Nostra Pàtria o Moviment República, entre d'altres.

## Partits membres

### 10è Parlament Europeu
| Estat        | Partit | Partit                                                                                    | Partit Europeu | Partit Europeu | Eurodiputats |
| ------------ | ------ | ----------------------------------------------------------------------------------------- | -------------- | -------------- | ------------ |
| Bulgària     |        | Renaixement Възраждане                                                                    |                | ESN            | 3 / 17       |
| Txèquia      |        | Llibertat i Democràcia Directa Svoboda a přímá demokracie (SPD)                           |                | ESN            | 1 / 21       |
| França       |        | Reconquesta Reconquête (R!)                                                               |                | ESN            | 1 / 81       |
| Alemanya     |        | Alternativa per Alemanya Alternative für Deutschland (AfD)                                |                | ESN            | 15 / 96      |
| Lituània     |        | Unió del Poble i la Justícia Tautos ir teisingumo sąjunga (centristai, tautininkai) (TTS) |                | ESN            | 1 / 11       |
| Polònia      |        | Nova Esperança Nowa Nadzieja (NN)                                                         |                | ESN            | 3 / 53       |
| Hongria      |        | Moviment La Nostra Pàtria Mi Hazánk Mozgalom (MHM)                                        |                | ESN            | 1 / 21       |
| Eslovàquia   |        | Moviment República Hnutie Republika                                                       |                | ESN            | 2 / 15       |
| Unió Europea | Total  | Total                                                                                     | Total          | Total          | 27 / 720     |

## Organització

### Presidents
| Co-President | Co-President | Inici                | Final   | Estat    | Partit                   | Co-President     | Co-President | Inici                | Final   | Estat   | Partit         |
| ------------ | ------------ | -------------------- | ------- | -------- | ------------------------ | ---------------- | ------------ | -------------------- | ------- | ------- | -------------- |
| René Aust    |              | 10 de juliol de 2024 | Present | Alemanya | Alternativa per Alemanya | Stanisław Tyszka |              | 10 de juliol de 2024 | Present | Polònia | Nova Esperança |

### Direcció

#### 2024–Present
| Càrrec         | Nom                | Estat      | Partit                   | Partit Europeu | Partit Europeu |
| -------------- | ------------------ | ---------- | ------------------------ | -------------- | -------------- |
| Co-President   | René Aust          | Alemanya   | Alternativa per Alemanya |                | ESN            |
| Co-President   | Stanisław Tyszka   | Polònia    | Nova Esperança           |                | ESN            |
| Vice-President | Sarah Knafo        | França     | Reconquesta              |                | ESN            |
| Vice-President | Milan Uhrík        | Eslovàquia | Moviment República       |                | ESN            |
| Vice-President | Stanislav Stoyanov | Bulgària   | Renaixement              |                | ESN            |